# Prix Baobab
Il Prix Baobab è un premio letterario francese, conferito all'albo illustrato più innovativo apparso nei dodici mesi precedenti, assegnato dal Salon du livre et de la presse jeunesse di Montreuil, in collaborazione con il giornale Le Monde e il Syndicat de la librairie française.
Dal 2011 è istituito il premio Les pepites du Salon de Montreuil, in otto categorie; Il Prix Baobab diventa quindi la Pépite du Salon, dans la catégorie Album.
Dal 2016 il premio è ripartito in tre categorie, (Albo, Romanzo, Fumetto), e una quarta, la Pépite d'Or, che premia un lavoro in uno dei tre filoni.

## Pépite du Salon, catégorie Album
- 2021[2] : Esprit, es-tu là ? di Dominique Ehrhard e Anne-Florence Lemasson (Les Grandes Personnes)
  - Pépite d'Or : Queen Kong di Hélène Vignal (Éditions Thierry Magnier)
- 2020 : Le Caramel du Jurassique di Roxane Lumeret (Albin Michel Jeunesse)
  - Pépite d'Or : ABC de la nature di Bernadette Gervais (Éditions des Grandes personnes)
- 2019 : Midi pile di Rébecca Dautremer (Sarbacane)
  - Pépite d'Or : Sans foi ni loi di Marion Brunet (PKJ)
- 2018: - Duel au soleil di Manuel Marsol (L'Agrume)
  - Pépite d'Or : Le Tracas de Blaise di Raphaële Frier e Julien Martinière (L'Atelier du poisson soluble)
- 2017: - Colorama: imagier des nuances de couleurs di Cruschiform
  - Pépite d'Or : Nos vacances di Blexbolex (Albin Michel Jeunesse)
- 2016 : Björn, six histoires d’ours di Delphine Perret (Les fourmis rouges)
  - Pépite d'Or : Dans la forêt sombre et mystérieuse di Winshluss (Gallimard BD)
- 2015 : Paloma et le vaste monde di Véronique Ovaldé, illustrato da Jeanne Detallante (Actes Sud Junior)
- 2014 : La Vie rêvée di Michel Galvin (Le Rouergue)
- 2013 : L’Odyssée d’Outis, di Jean Lecointre, (éditions Thierry Magnier)
- 2012 : Madame Le Lapin Blanc di Gilles Bachelet (Seuil jeunesse)
- 2011 : Le roi des oiseaux di Gwendal Le Bec (Albin Michel jeunesse)
  - Pépite du Premier Album : Mäko de Julien Béziat (Pastel)

## Premio Baobab (fino al 2010)
- 2010: - La règle d'or du cache-cache di Christophe Honoré (testo) e Gwen Le Gac (ill.) (Actes Sud)
- 2009: - Annie du lac di Kitty Crowther (éditions Pastel/l'École des Loisirs)
- 2008: - La nuit du visiteur di Benoît Jacques (Benoît Jacques Books)
- 2007: - *La fille des batailles di François Place (Casterman)
- 2006: - Le nez di Olivier Douzou (MeMo)[3]
- 2005: - Moi j'attends di Davide Calì e Serge Bloch (éditions Sarbacane)
- 2004: - Mon chat le plus bête du monde di Gilles Bachelet (éditions du Seuil)
- 2003: - Et trois corneilles di Anne Herbauts (Casterman)
- 2002: - Au bout du compte di Régis Lejonc e Martin Jarrie (éditions du Rouergue)
- 2001: - Jésus Betz  di Frédéric Bernard e François Roca (éditions du Seuil)
- 2000: - Olivia di Ian Falconer (éditions du Seuil).